# Kasteel Strijthagen

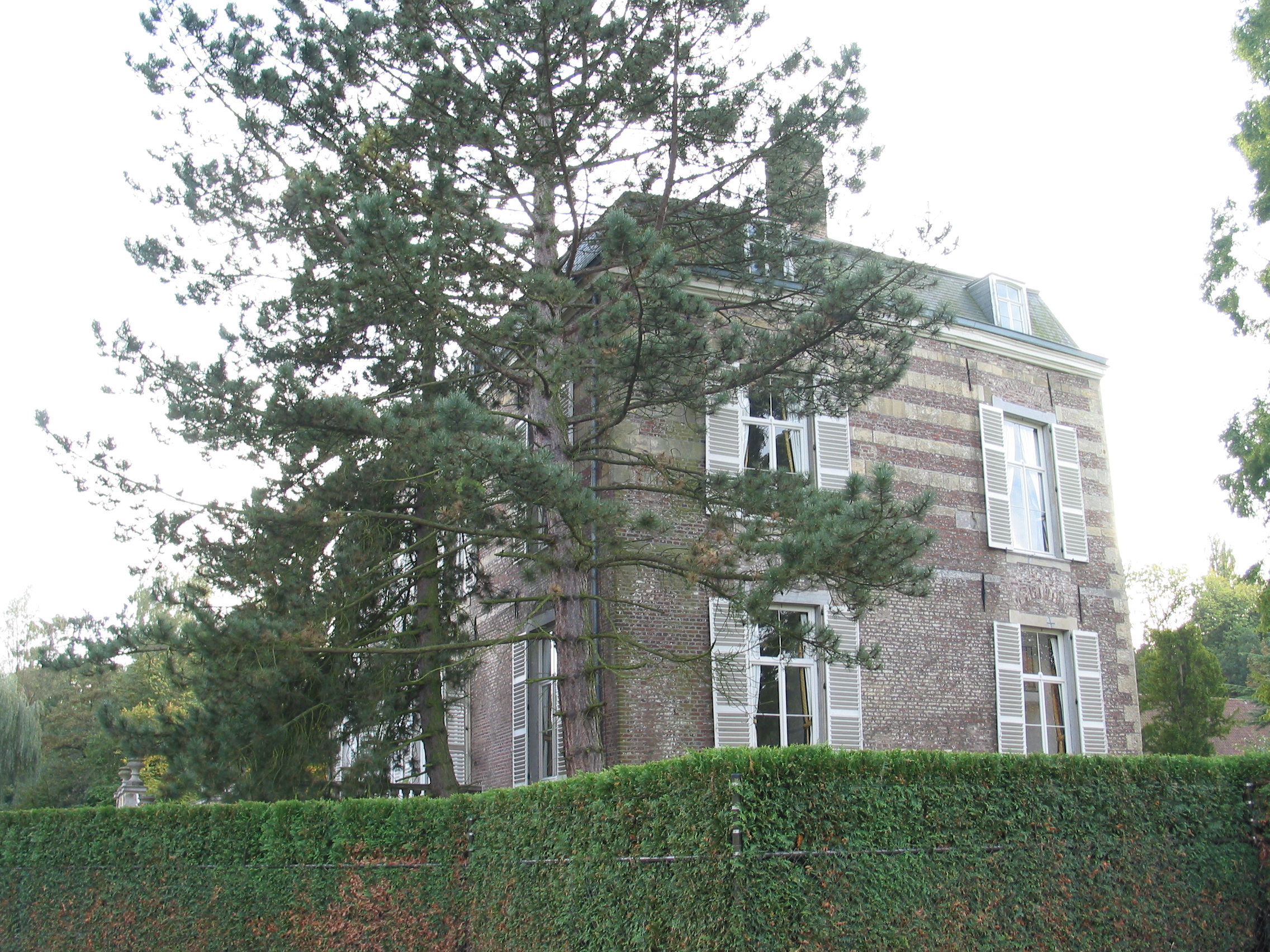
Kasteel Strijthagen

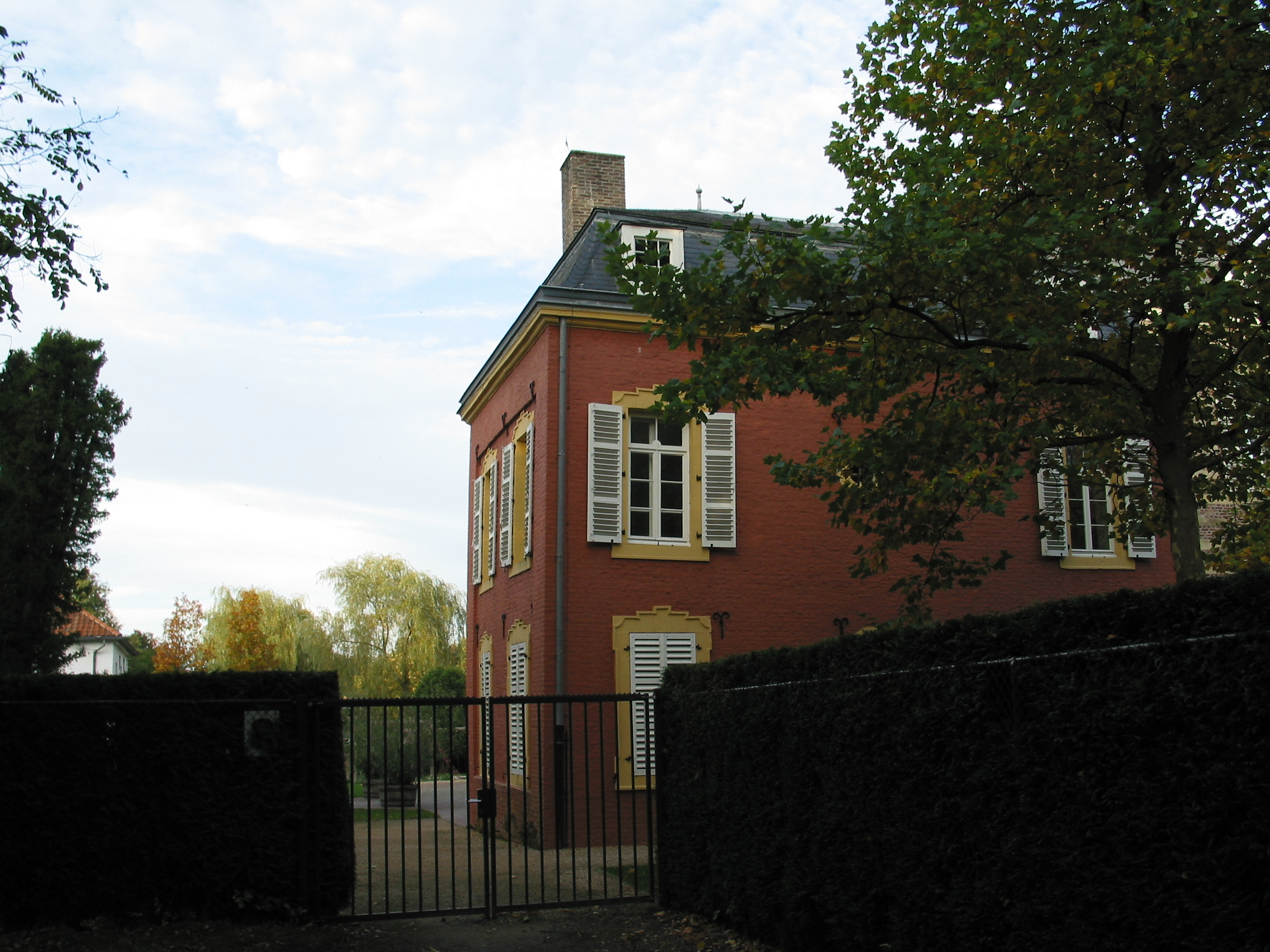
Ander gedeelte van het Kasteel

Kasteel Strijthagen is het laatste geheel intact gebleven adellijke landgoed op het grondgebied van de Nederlands-Limburgse gemeente Landgraaf, gelegen in het Strijthagerbeekdal, bij de kern Schaesberg en buurtschap Oude Hopel. Op ongeveer 800 meter naar het zuidwesten ligt de hoeve Overstehof.
Het hoofdgebouw ligt op de oever van enkele door de Strijthagerbeek gevoede vijvers. Het werd in de 18e eeuw gebouwd op de plaats van een ouder kasteel. De muren van het hoofdgebouw bestaan uit zogenoemde speklagen, i.e. afwisselende lagen van baksteen en natuursteen (mergel) die in Limburg relatief vaak voorkomen, onder meer ook bij kasteel De Bongard en het nabijgelegen kasteel Schaesberg. Het kasteelcomplex bestaat voorts uit de classicistische rentmeesterswoning, de 17e-eeuwse (1690) witgepleisterde voorburcht (eveneens met classicistische elementen), de watermolen genaamd Strijthagermolen en het koetshuis van veel recenter datum, die alle de status van rijksmonument hebben. Zowel het hoofdgebouw alsook de rentmeesterswoning en het poortgebouw van de voorburcht zijn van een mansardedak voorzien, wat in Limburg onder meer ook bij kasteel Puth en kasteel Raath het geval is.

## Geschiedenis

### De eerste vermelding en bewoners van Strijthagen
De oudste vermelding van Strijthagen was in het jaar 1020 met Abraham Schöffenmeister von Streithagen hij verzorgde het Koningsgoed met Bos op de Strijthager hof.* Zo laat een Akkerbrief uit die tijd zien dat de Schöffenmeister Abraham von Streithagen recht had op 7 wilde zweinen.
In 1206 wordt Henricus Miles van Strijthagen (waarschijnlijk de zoon van Werner van Rode) in het collegiaat te Kerpen genoemd als hij 120 morgen akkerland en weiden onder de bank van Kerkrade in erfpacht krijgt. Bron Quix.
Het kapittel van Kerpen zet een jaarlijkse cijns van tien schelling Luiks, die ridder Hendrik van Strijthagen verschuldigd is aan het kapittel over 120 morgen cijnsgoed te Strijthagen, om in een jaarlijkse cijns van vijf schelling Keuls, te betalen op straffe van excommunicatie, af te kondigen door de abt van Kloosterrade.
In 1256 dec. wordt ook in de Boeken van Kloosterrade (Rolduc te Kerkrade) voor de eerste keer vermeld dat Fam. Strijthagen erfgoederen in bruikleen had.
Met Rabodo van Strythave zegelt in 1323 , met zeven pijlers en linksboven in het kwartier 3 beitels. Afkomstig van Rode (Merode) 4 rode pijlers en 3 gouden en was hij met een dochter van Beissel gehuwd.
Werner van Schaesberg neemt de hof in Strijthagen in 1312 door huwelijk over en bouwt daar een nieuw kasteel bij.
In 1386 verkoopt hij het kasteel en goed aan Johan Keris Judenkop (von Streithagen) en deze gaat zich later ook van Streithagen noemen. vlg's Oidman.
Het kasteel en goed blijft tot in de 16e eeuw in handen van Judenkop van Streithagen en na het overlijden van Anna's broers Johan van Streithagen (Judekop), erft Anna het kasteel met goed van Streithagen en huwft 1510 met Georg van Schaesberg en gaat het Kasteel met goed over aan de Familie van Schaesberg.
Na het overlijden van Michael van Strijthagen in 1630 huwt zijn zus Agnes met Ferdinant Albrecht (Scheiffart) van Merode (Rode) en wordt deze de nieuwe eigenaar van Strijthagen.

### Geschiedenis na 1900
Kasteel Strijthagen heeft in de loop van de twintigste eeuw veel mijnschade opgelopen. Vanaf 1952 woonde de kunstschilder Aad de Haas vele jaren met zijn familie in het kasteel.
Rondom kasteel Strijthagen bevindt zich een recreatiegebied met enkele attractieparken (themapark Mondo Verde, dierentuin GaiaZOO).
Het themapark ging in 2006 failliet, op 25 april 2013 aanvaardde de gemeenteraad van Landgraaf het voorstel van Burgemeester en wethouders om het kasteelcomplex aan te kopen.
Aerwinkel · Kasteel Afferden · Aldt Huys · Aldenborgh · Kasteel Aldenghoor · Aldenhoven · Alte Burg · Kasteel Amstenrade · Slot Annendael · Kasteel Arcen · Baersdonck · Bakvliet · Baronsberg · Baxhof · Beegden ·  Benzenrade · Kasteel De Berckt · Kasteel Bethlehem · Beusdaelshof · Binsfeld · Huis Blankenberg · Kasteel Bleijenbeek · Blitterswijck · Boerlo · Bolberg · Bollenberg · Kasteel De Bongard · Borggraaf · Kasteel d'Erp · Kasteel Borggraaf · Kasteel Borgharen · Kasteel Born · Huis Bree · Breust · Kasteel Broekhuizen · Broekhuizen · Gracht Burggraaf · Kasteel De Burght · Kasteel Cartils · Cloppenburg (Oost-Maarland) · Kasteel Cortenbach · Huis De Dael · Dammerscheid · Kasteel De Bockenhof · De Donck (Sevenum) · De Donck (Swolgen) · De Dorth ·  Huis ten Dijcken · Kasteel Doenrade · De Doom · Douve · Douvenrade · De Dries · Kasteel Erenstein · Kasteel Eijsden · Eijsden · Einrade · Kasteel Elsloo · Ensenbroek · Eperhuis · Etzenraderhuuske · Exaten · Kasteel Eijckholt · Kasteel Eyckholt · Eys · Gastendonck · Kasteel Genbroek · Gebroken Slot · Kasteel Geijsteren · Kasteel Op Genhoes · Kasteel Genhoes · Genneperhuis · Kasteel Het Geudje · Kasteel Geulle · Kasteel Geusselt · Geijsteren · Gen Heck · Ghoor · Kasteel Goedenraad · Kasteel Grasbroek · Kasteel Groenendaal · Groethof · Groot Paarlo · Kasteel van Gronsveld · De Gun ·Kasteel Haeren · Kasteel Den Halder · Heerlaer · Heeze · Heijen · 's-Herenanstel · Kasteel Hillenraad · Kasteel Hoensbroek · Hoenshuis · Holstrate · Holtmühle · Huize Holtum · Kasteel Horn · De Horst · Huys ter Horst · Ten Hove (Grathem) · Ten Hove (Panningen) · Huis Brias · Huis Darth ·  Kasteel Hurpesch · Kasteel Sint-Jansgeleen · Kasteel Jerusalem · Kasteel Kaldenbroek · Den Kamp · Kasteel Karsveld · Kasteel Keverberg · Klein Paarlo · Klimmender Huuske · De Kolck · Koppelberg · Laar · Landsfort · Kasteel Lemiers · Kasteelruïne Lichtenberg · Kasteel Limbricht · Lonesteyn · Huize Lovendael · Mazenburg · Kasteel van Meerlo · Kasteel Meerssenhoven · Meezenbroek · Kasteel van Mheer · Middelaar · Kasteel Millen · Kasteel Montfort · Movert · Mulrode · De Munt · Château Neercanne · Kasteel Neubourg · Nienghoor · Huis Nierhoven · Kasteel Nieuwenbroeck · Nije Huys · Kasteel Nijenborgh · Kasteel Nijswiller · Nijthuysen · Kasteel Obbicht · Oedenrade · Kasteel Ooijen · Kasteel Oost (Valkenburg) · Kasteel Oost (Oost-Maarland) · Kasteel Ouborg · Overen · Kasteel Passarts-Nieuwenhagen · Prickenis · Prinsenhof · Puth · De Putting · Raath · De Raay · Ravenhof · Kasteel Reijmersbeek · Kasteel van Rijckholt · Kasteel Rivieren · Rodenbroek · Rosendaal · Kasteel Schaesberg · Kasteel Schaloen · Te Scharen · Schenkenburg · Kasteel Scheres · De Spijker (Geijsteren) · De Spijker (Leeuwen) · Huis Severen · Sibberhuuske · Château St. Gerlach · Spraland · Huis De Spyker · Huize Stalberg · Stalberg (Wellerlooi) · De Steeg · Kasteel Stein · Steinhagen · Steenen Huis · Stoel van Swentibold · Strijthagen (Landgraaf) · Strijthagen (Welten) · Struyver · Kasteel Terborgh · Terlinden (Wijnandsrade) · Terveurdt · Ter Weyer · Kasteel Ter Worm · De Tombe · Huis De Torentjes · Triest · Trippaert · Kasteel Vaalsbroek · Kasteel Vaeshartelt · Valkenburg · Vliek · De Vroenhof · Vrijburg · Kasteel Wambach · Warenberg · Well · Weyershof ·  Wijlre · Kasteel Wijnandsrade · Wijnandsrade · Wijnantshof · Wissegracht · Huize Witham · Kasteel Wittem · Wolfrath · Wylre